# Carpegna
Pour les articles homonymes, voir Carpegna (homonymie).
Carpegna est une commune italienne d'environ 1 700 habitants située dans la province de Pesaro et Urbino, dans la région Marches, en Italie centrale.
Le village fait partie du territoire historique du Montefeltro.

## Géographie
- Parc naturel régional de Sasso Simone et Simoncello

## Administration
| Période                                  | Période  | Identité           | Étiquette | Qualité |
| ---------------------------------------- | -------- | ------------------ | --------- | ------- |
| Depuis le 13/06/2004                     | En cours | Gianfranco Soriani |           |         |
| Les données manquantes sont à compléter. |          |                    |           |         |

### Communes limitrophes
Belforte all'Isauro, Borgo Pace, Frontino, Mercatello sul Metauro, Montecopiolo, Pennabilli, Piandimeleto, Pietrarubbia, Sant'Angelo in Vado, Sestino.